# Kannappanahalli, Sidlaghatta
Kannappanahalli là một làng thuộc tehsil Sidlaghatta, huyện Chikkaballapur, bang Karnataka, Ấn Độ.